# Norrtjärnen (Edefors socken, Norrbotten, 735656-173532)
Norrtjärnen är en sjö i Bodens kommun i Norrbotten och ingår i Luleälvens huvudavrinningsområde. Sjön har en area på 0,143 kvadratkilometer och ligger 122,1 meter över havet. Sjön avvattnas av vattendraget Bredträskbäcken (Költräskbäcken).

## Delavrinningsområde
Norrtjärnen ingår i det delavrinningsområde (735747-173544) som SMHI kallar för Mynnar i Notselet. Medelhöjden är 169 meter över havet och ytan är 13,11 kvadratkilometer. Räknas de 3 avrinningsområdena uppströms in blir den ackumulerade arean 86,43 kvadratkilometer. Bredträskbäcken (Költräskbäcken) som avvattnar avrinningsområdet har biflödesordning 3, vilket innebär att vattnet flödar genom totalt 3 vattendrag innan det når havet efter 104 kilometer. Avrinningsområdet består mestadels av skog (77 procent). Avrinningsområdet har 0,14 kvadratkilometer vattenytor vilket ger det en sjöprocent på 1,1 procent.